# Kazushige Nojima
Kazushige Nojima (野島 一成, Nojima Kazushige; Sapporo, 20 de janeiro de 1964) é um roteirista de jogos eletrônicos japonês, que atualmente trabalha como freelancer através de sua empresa Stellavista Ltd.. Ele é mais conhecido por ter escrito vários títulos da franquia Final Fantasy e também da série Kingdom Hearts.

## Biografia
Nojima nasceu na cidade de Sapporo, Japão, em 20 de janeiro de 1964. Seu primeiro trabalho na indústria de jogos eletrônicos foi na desenvolvedora e publicadora Data East. Ele entrou para a Square em 1994, com seu primeiro projeto sendo a direção de Bahamut Lagoon. Ele começou a trabalhar em Final Fantasy VII enquanto ainda estava envolvido no jogo anterior, contribuindo com a história e caracterização dos personagens. Nojima continuou trabalhando em vários outros jogos da série Final Fantasy, sendo também um dos responsáveis por criar a mitologia da subsérie Fabula Nova Crystallis. Ele também escreveu a maioria dos títulos na série Kingdom Hearts. Nojima deixou a Square Enix em 2003 e fundou a Stellavista Ltd., uma companhia freelancer. Mesmo assim, Nojima continuou a colaborar com a Square Enix em diversos títulos.

## Trabalhos
| Ano  | Título                                            | Crédito(s)                  |
| ---- | ------------------------------------------------- | --------------------------- |
| 1988 | Tantei Jingūji Saburō: Kiken na Futari            | Roteirista                  |
| 1989 | Hercules no Eikō II: Titan no Metsubō             | Roteirista                  |
| 1991 | Tantei Jingūji Saburō: Toki no Sugiyuku mamani... | Roteirista                  |
| 1992 | Hercules no Eikō III: Kamigami no Chinmoku        | Roteirista                  |
| 1994 | Hercules no Eikō IV: Kamigami kara no Okurimono   | Roteirista                  |
| 1996 | Bahamut Lagoon                                    | Diretor                     |
| 1997 | Final Fantasy VII                                 | Roteirista                  |
| 1999 | Final Fantasy VIII                                | Roteirista                  |
| 2001 | Final Fantasy X                                   | Roteirista                  |
| 2002 | Kingdom Hearts                                    | Roteirista                  |
| 2003 | Final Fantasy X-2                                 | Roteirista                  |
| 2004 | Before Crisis: Final Fantasy VII                  | Supervisor de roteiro       |
| 2004 | Kingdom Hearts: Chain of Memories                 | Supervisor de roteiro       |
| 2005 | Final Fantasy VII: Advent Children                | Roteirista                  |
| 2005 | Kingdom Hearts II                                 | Roteirista                  |
| 2006 | Dirge of Cerberus: Final Fantasy VII              | Agradecimentos              |
| 2007 | Crisis Core: Final Fantasy VII                    | Roteirista                  |
| 2008 | Super Smash Bros. Brawl                           | Roteirista do modo aventura |
| 2008 | Glory of Heracles                                 | Roteirista                  |
| 2009 | Sakura Note: Ima ni Tsunagaru Mirai               | Roteirista                  |
| 2009 | Final Fantasy XIII                                | Roteirista de conceito      |
| 2010 | Last Ranker                                       | Roteirista                  |
| 2010 | Lord of Arcana                                    | Roteirista                  |
| 2011 | Black Rock Shooter: The Game                      | Roteirista                  |
| 2012 | Sol Trigger                                       | Roteirista                  |
| 2013 | Final Fantasy X/X-2 HD Remaster                   | Roteirista do áudio drama   |
| 2015 | Zodiac: Orcanon Odyssey                           | Roteirista                  |
| 2015 | Mobius Final Fantasy                              | Roteirista                  |
| 2015 | Dragon's Dogma                                    | Roteirista                  |
| 2016 | Final Fantasy XV                                  | História original           |
| 2018 | Dissidia Final Fantasy NT                         | Roteirista                  |
| 2020 | Final Fantasy VII Remake                          | Roteirista                  |